# Società Sportiva LVPA Frascati 1978-1979
Questa pagina raccoglie le informazioni riguardanti la Società Sportiva L.V.P.A. Frascati nelle competizioni ufficiali della stagione 1978-1979.

## Organigramma societario
Area direttiva
- Presidente: Piero Degl'Innocenti
- Segretario: Enzo Di Maio

Area tecnica
- Direttore sportivo: Massimo Capobianchi
- Allenatore: Guido Attardi

## Rosa
| N. |                   | Ruolo | Calciatore            |
| -- | ----------------- | ----- | --------------------- |
|    | Italia (bandiera) | D     | Nicolò Cervato        |
|    | Italia (bandiera) | P     | Franco Ciccarelli     |
|    | Italia (bandiera) | A     | Francesco Cinquepalmi |
|    | Italia (bandiera) | D     | Edoardo Combi         |
|    | Italia (bandiera) | C     | Angelo Corsini        |
|    | Italia (bandiera) | C     | Augusto Cosentino     |
|    | Italia (bandiera) | D     | Sandro Di Giacomo     |
|    | Italia (bandiera) | C     | Giorgio Enzo          |
|    | Italia (bandiera) | D     | Remo Forte            |
|    | Italia (bandiera) | C     | Mario Lodi            |
|    | Italia (bandiera) | A     | Primo Luccini         |
|    | Italia (bandiera) |       | Luzzi                 |
|    | Italia (bandiera) | C     | Maurizio Marchetti    |

| N. |                   | Ruolo | Calciatore       |
| -- | ----------------- | ----- | ---------------- |
|    | Italia (bandiera) | D     | Roberto Morgante |
|    | Italia (bandiera) | C     | Gianfranco Ricci |
|    | Italia (bandiera) | D     | Giovanni Rosati  |
|    | Italia (bandiera) |       | D. Rossi         |
|    | Italia (bandiera) |       | E. Rossi         |
|    | Italia (bandiera) | P     | Emilio Rotondi   |
|    | Italia (bandiera) | A     | Carlo Ruggeri    |
|    | Italia (bandiera) | D     | Fabio Sagramola  |
|    | Italia (bandiera) | A     | Marco Scippa     |
|    | Italia (bandiera) | C     | Mario Sebastiani |
|    | Italia (bandiera) | C     | Maurizio Strallo |
|    | Italia (bandiera) | P     | Gianni Terribili |

## Risultati

### Campionato

#### Girone di andata
| 1º ottobre 1978 1ª giornata | Francavilla | 0 – 0 | LVPA Frascati |  |

| 8 ottobre 1978 2ª giornata | LVPA Frascati | 0 – 0 | Vis Pesaro |  |

| 15 ottobre 1978 3ª giornata | Gallipoli | 0 – 0 | LVPA Frascati |  |

| 22 ottobre 1978 4ª giornata | LVPA Frascati | 1 – 0 | Frosinone |  |

| 29 ottobre 1978 5ª giornata | LVPA Frascati | 1 – 0 | Pro Vasto |  |

| 5 novembre 1978 6ª giornata | Avezzano | 1 – 1 | LVPA Frascati |  |

| 12 novembre 1978 7ª giornata | LVPA Frascati | 1 – 0 | Lanciano |  |

| 19 novembre 1978 8ª giornata | Banco di Roma | 0 – 0 | LVPA Frascati |  |

| 26 novembre 1978 9ª giornata | LVPA Frascati | 1 – 3 | Fano |  |

| 3 dicembre 1978 10ª giornata | LVPA Frascati | 1 – 0 | Civitanovese |  |

| 10 dicembre 1978 11ª giornata | Anconitana | 3 – 1 | LVPA Frascati |  |

| 17 dicembre 1978 12ª giornata | LVPA Frascati | 2 – 0 | Formia |  |

| 30 dicembre 1978 13ª giornata | Brindisi | 4 – 0 | LVPA Frascati |  |

| 7 gennaio 1979 14ª giornata | LVPA Frascati | 2 – 2 | Giulianova |  |

| 14 gennaio 1979 15ª giornata | Osimana | 2 – 2 | LVPA Frascati |  |

| 21 gennaio 1979 16ª giornata | LVPA Frascati | 1 – 1 | Riccione |  |

| 28 gennaio 1979 17ª giornata | Monopoli | 0 – 1 | LVPA Frascati |  |

#### Girone di ritorno
| 4 febbraio 1979 18ª giornata | LVPA Frascati | 2 – 0 | Francavilla |  |

| 11 febbraio 1979 19ª giornata | Vis Pesaro | 1 – 1 | LVPA Frascati |  |

| 18 febbraio 1979 20ª giornata | LVPA Frascati | 1 – 0 | Virtus Gallipoli |  |

| 25 febbraio 1979 21ª giornata | Frosinone | 2 – 2 | LVPA Frascati |  |

| 4 marzo 1979 22ª giornata | Pro Vasto | 0 – 0 | LVPA Frascati |  |

| 11 marzo 1979 23ª giornata | LVPA Frascati | 0 – 0 | Avezzano |  |

| 25 marzo 1979 24ª giornata | Lanciano | 1 – 1 | LVPA Frascati |  |

| 1º aprile 1979 25ª giornata | LVPA Frascati | 1 – 0 | Banco di Roma |  |

| 8 aprile 1979 26ª giornata | Fano | 5 – 1 | LVPA Frascati |  |

| 23 aprile 1979 27ª giornata | Civitanovese | 1 – 0 | LVPA Frascati |  |

| 29 aprile 1979 28ª giornata | LVPA Frascati | 2 – 2 | Anconitana |  |

| 6 maggio 1979 29ª giornata | Formia | 3 – 0 | LVPA Frascati |  |

| 13 maggio 1979 30ª giornata | LVPA Frascati | 2 – 1 | Brindisi |  |

| 20 maggio 1979 31ª giornata | Giulianova | 2 – 1 | LVPA Frascati |  |

| 27 maggio 1979 32ª giornata | LVPA Frascati | 1 – 2 | Osimana |  |

| 3 giugno 1979 33ª giornata | Riccione | 2 – 1 | LVPA Frascati |  |

| 9 giugno 1979 34ª giornata | LVPA Frascati | 2 – 0 | Monopoli |  |